# 제네시스 엑스

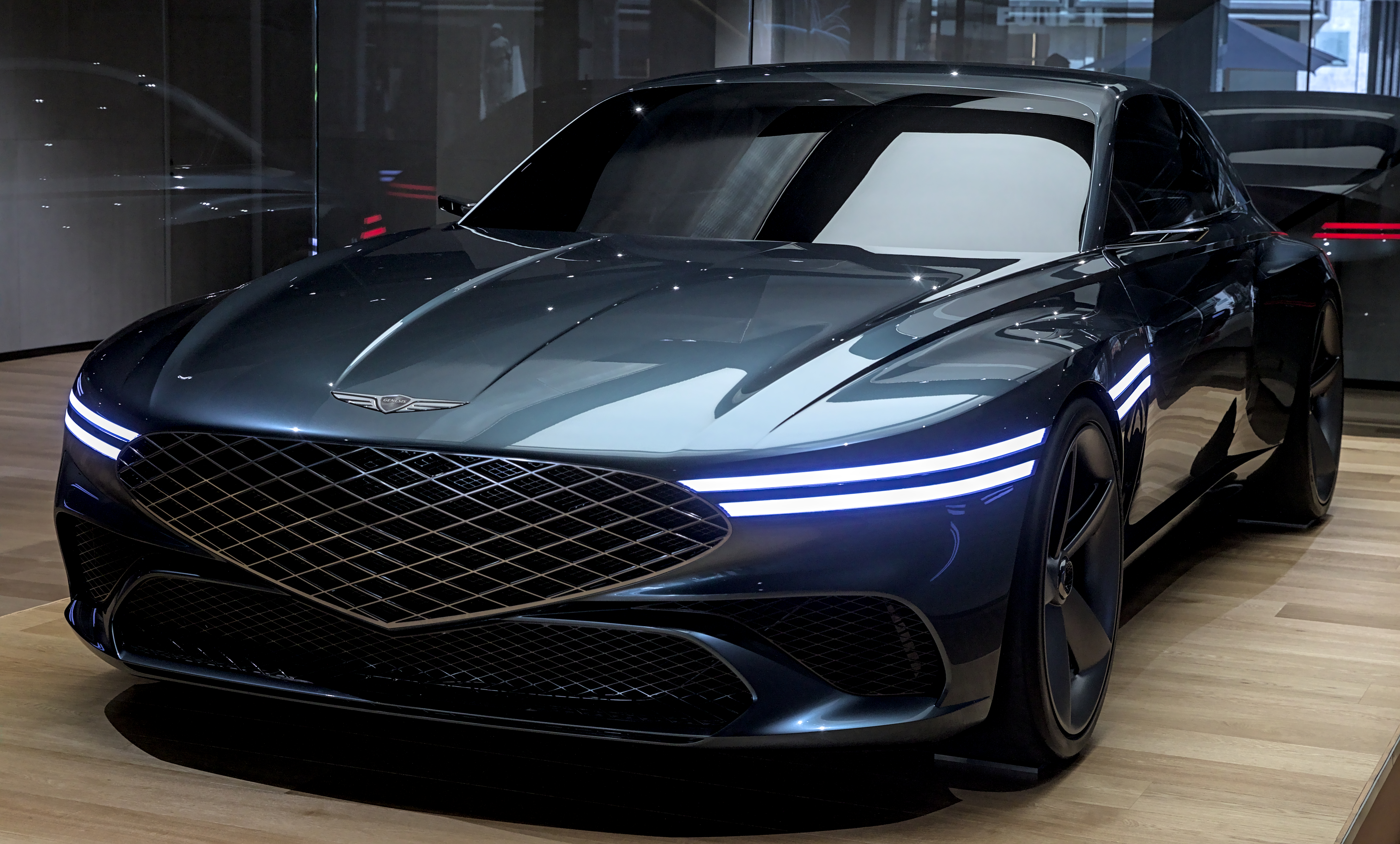

제네시스 엑스(영어: Genesis X)는 전기차 기반의 GT 콘셉트카이다.

## 상세
2021년 3월 31일, 제네시스 엑스가 공개됐다. 제네시스 엑스는 제네시스에 숨겨진 영웅을 상징한다는 의미로 엑스를 붙여 명명됐다.
전면부는 지-매트릭스 패턴을 적용한 방패 모양의 크레스트 그릴과 휠 아치를 관통하는 두 줄 전조등이 특징이다. 또한 클램쉘 후드를 적용해 패널 단차를 없애고 깔끔하면서도 정교한 이미지를 구현했다. 전면 하단 공기 흡입구는 그물망 형태로 디자인해 견고한 느낌을 줬다. 측면부는 긴 보닛과 짧은 후면으로 전통적인 GT 차량 디자인을 따르고 있으며, 차량 전조등과 후미등으로 이어지는 두 줄의 램프가 특징이다. 또한 아치형의 파라볼릭 라인과 펜더의 극대화된 볼륨은 역동적이고 고급스러운 분위기를 표현했다. 후면부는 두 줄의 디자인이 반영된 후미등과 디퓨저를 통해 세련되고 감각적인 분위기를 연출했다. 실내는 탑승자에게 다가가는 느낌을 주는 대시보드와 이어진 플로팅 센터 콘솔이 특징이며, 슬림형 간접 송풍구와 옆면 유리창 몰딩에 두 줄 디자인 요소를 적용해 외부 디자인과 통일감을 줬다. 또한 다양한 기능을 조작할 수 있는 프리폼 디스플레이와 구 형상의 전자 변속기 크리스탈 스피어로 하이테크한 실내 분위기를 표현했다.
외장 컬러는 렌소이스 블루, 내부 컬러는 스코치 브라운 컬러(운전석), 오션 웨이브 그린 블루 컬러(동승석)가 적용됐다.

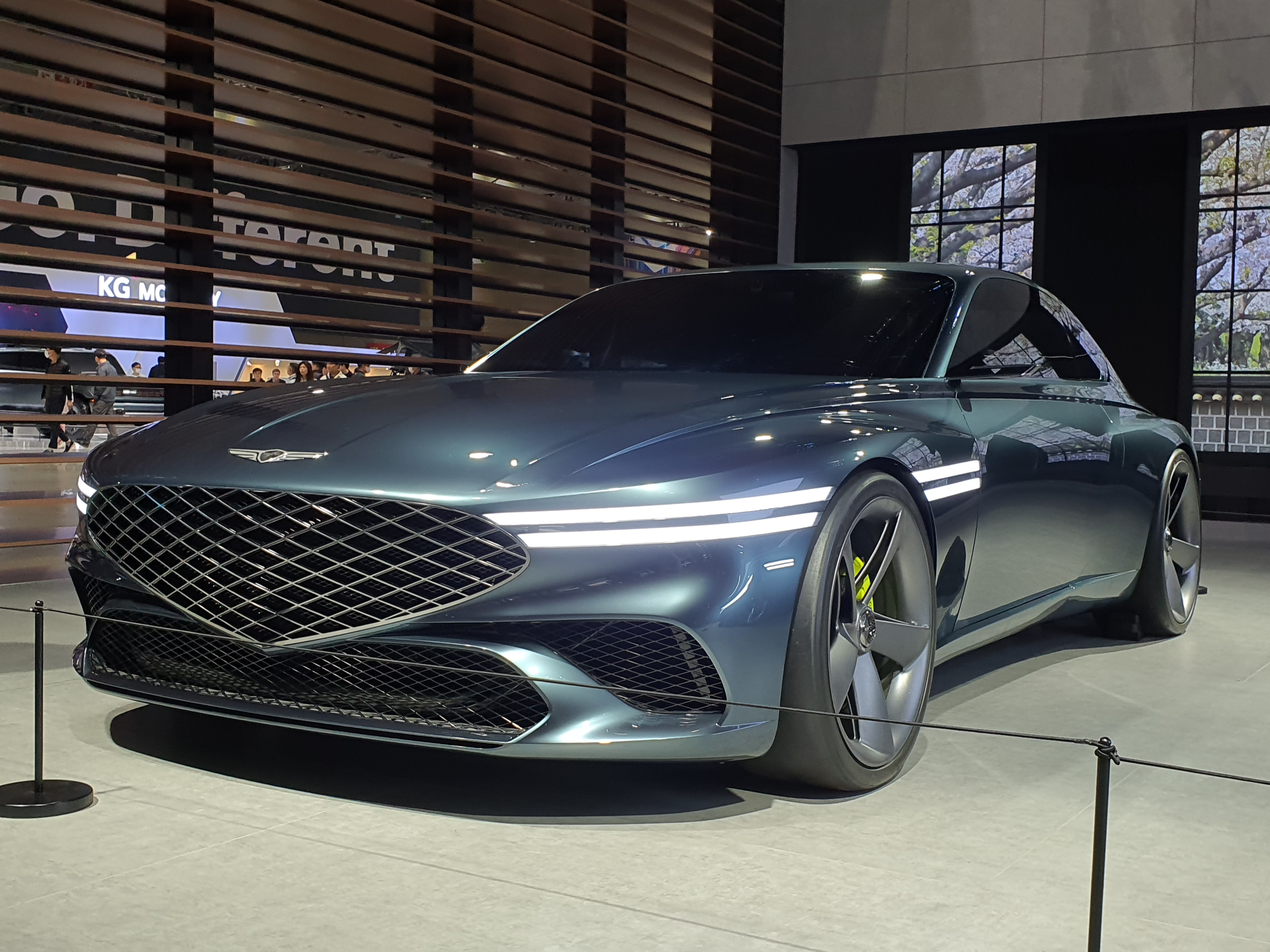
제네시스 X 전면
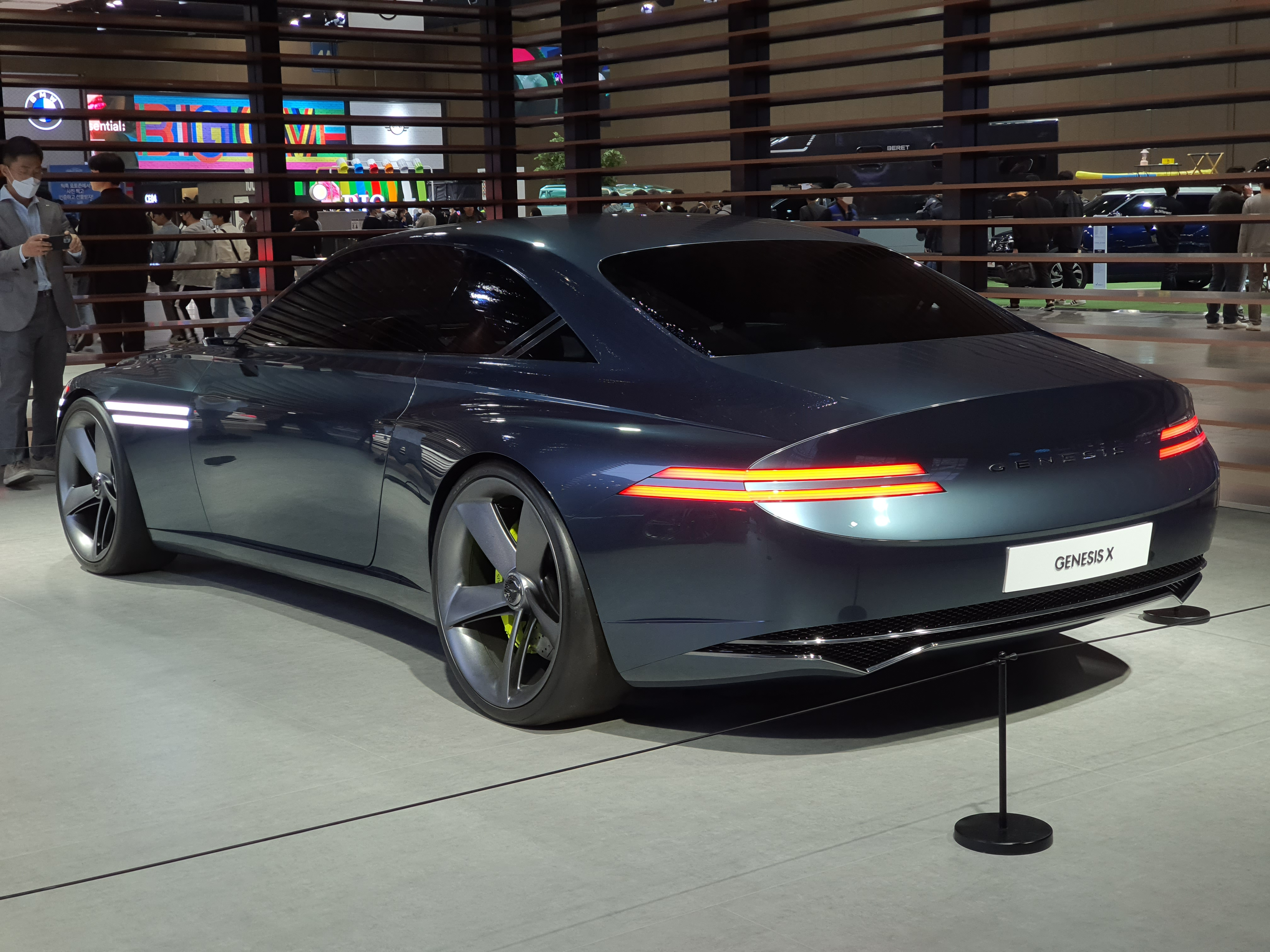
제네시스 X 후면

## 엑스 그란 쿠페(X Gran Coupe)
2025년 4월 3일 2025 서울모빌리티쇼에서 엑스 그란 쿠페를 세계 최초로 공개했다. 엑스 그란 쿠페는 제네시스 G90을 기반으로 제작된 2도어 콘셉트 모델이다.
외관 디자인은 제네시스의 디자인 철학인 역동적인 우아함을 바탕으로 전면부에는 두 줄 헤드램프와 크레스트 그릴이 적용됐으며, 그릴 내부에는 금속 끈을 엮은 형태의 3D 메시가 적용됐다. 측면부는 길게 뻗은 보닛과 넓게 부풀린 펜더, 프레임리스 구조의 긴 도어와 하나의 유리창처럼 이어진 대형 DLO(Day Light Opening)가 적용됐다. 후면부는 슬림한 테일램프와 차체에 매립된 레터링 엠블럼이 적용됐으며, 테일게이트 위에 스포일러 엣지를 추가하고, 사각형 듀얼 머플러와 측면에서 이어지는 크롬 라인을 연결했다. 또한, 히든 타입 후방 카메라가 적용돼 평상시에는 보이지 않다가 필요 시 돌출되는 구조로 설계됐으며, 제스처 인식 방식의 트렁크 개폐 기능도 함께 적용됐다. 외장 색상은 올리브 나무에서 모티브를 얻은 짙은 녹색이 적용됐다.
실내는 G90의 기본 구조를 계승하면서도 엑스 그란 쿠페만의 콘셉트에 따라 구성됐다. 운전석 중심 구조는 클러스터 좌우 날개 형상을 하나의 곡선으로 연결했으며, 스티어링 휠 하단에는 정밀한 패턴이 새겨진 알루미늄 스포크를 추가했다. 1열 시트는 벨트 일체형 구조이며, 후석 송풍구와 일체형 디스플레이가 통합된 구조로 제작됐으며, 패들 시프트와 송풍구, 센터 콘솔 등에 고급 크리스털 소재가 일부 적용됐다. 바닥 매트에는 올리브 잎을 형상화한 퀼팅 마감이 추가됐다.
시트 및 내장재는 올리브 그린과 코냑 컬러의 천연가죽이 적용됐다. 대시보드와 도어 트림에는 실제 올리브 원목이 사용됐고, 도어에는 올리브 잎 패턴을 새긴 특수 백라이트 그래픽이 적용됐다.

## 엑스 그란 컨버터블(X Gran Convertible)
엑스 그란 컨버터블은 엑스 그란 쿠페와 함께 2025년 4월 3일 2025 서울모빌리티쇼에서 세계 최초로 공개된 제네시스의 2도어 플래그십 콘셉트 모델이다. 엑스 그란 컨버터블은 엑스 그란 쿠페와 동일한 플랫폼을 기반으로 제작돼 전반적인 디자인은 동일하지만, 벨트라인을 후면부까지 연장해 소프트탑 루프와 차체를 분리하고, 리어 캐릭터 라인으로 설계했다. 후면부는 쿠페 모델과 동일하게 슬림한 테일램프, 매립형 레터링 엠블럼, 사각형 듀얼 머플러, 스포일러 엣지 등이 적용됐으며, 외장 색상은 이탈리아 고급 와인에서 영감을 받은 짙은 버건디 계열의 색상이 적용됐다.
실내는 고급 와인용 포도를 연상시키는 푸른 빛의 천연가죽으로 적용됐으며, 특유의 광택을 지닌 유칼립투스 원목을 적용했다.

## 엑스 그란 이퀘이터(X Gran Equator Concept)
2025년 4월 16일, 엑스 그란 이퀘이터 콘셉트가 세계 최초 공개됐다. '이퀘이터'란 이름은 강인하고 민첩하나 동시에 아름다움을 갖춰 품평 대회에서 우수한 성적을 거둔 최상급 아라비안 말에서 영감을 받았다고 한다. 외관은 긴 후드와 세련된 캐빈, 가파른 C-필러가 특징이며, 위아래로 나뉘어 열리는 후면부의 분할 개폐식 테일게이트와 제네시스의 시그니처 투라인 헤드램프, 루프랙, 어두운 색상의 휠 클래딩이 적용됐다. 실내는 4개의 중앙 원형 디스플레이 클러스터와 선형적인 구조로 디자인된 대시보드, 회전이 가능한 앞좌석, 모듈형 수납이 탑재됐으며, 내부 소재로 중립적인 톤의 프리미엄 가죽과 패브릭을 사용했다.

## 행사
2021년 10월 16일, 제네시스 엑스 로드쇼가 개최됐다. 서울시 성동구 왕십리로 83-21에 위치한 디뮤지엄에서 진행되었으며, 입체적으로 연출한 공간에 제네시스 엑스를 전시하고, 조명 및 음향 효과를 활용한 미디어 아트로 제네시스의 디자인 방향성을 전달했다. 전시 공간은 뉴욕 콘셉트, 에센시아 콘셉트 등 콘셉트카 이미지 및 영상 전시와 여러 개의 선으로 두 줄 디자인을 강조한 공간을 거쳐 제네시스 엑스 콘셉트카 전시·미디어 아트, 제네시스 엑스의 실내 디자인 및 GV60의 이미지·영상 전시로 구성됐다.
| 일정          | 장소                                    |
| ------------- | --------------------------------------- |
| 10/16 ~ 10/24 | 디뮤지엄 (서울시 성동구 왕십리로 83-21) |
| 10/29 ~ 11/7  | 공백 (제주시 구좌읍 동복로 83)          |
| 11/12 ~ 11/21 | 피아크 (부산시 영도구 동삼동 201-2)     |

## 같이 보기
- 제네시스
- 에센시아 콘셉트